# Hà Trung (xã)
Hà Trung là một xã thuộc tỉnh Thanh Hóa, Việt Nam.
Xã Hà Trung được thành lập ngày 16 tháng 6 năm 2025 theo Nghị quyết số 1686/NQ-UBTVQH15  của Ủy ban Thường vụ Quốc hội  trên cơ sở sáp nhập  toàn bộ diện tích tự nhiên, quy mô dân số của các xã Hà Đông, Hà Ngọc, Yến Sơn và phần lớn diện tích tự nhiên, quy mô dân số của thị trấn Hà Trung, một phần diện tích, dân số xã Hà Bình thuộc huyện Hà Trung, tỉnh Thanh Hóa . Xã này chính thức hoạt động từ ngày 01 tháng 7 năm 2025.
Phần còn lại của thị trấn Hà Trung gồm 0,6 hecta diện tích tự nhiên với 5 cư dân được sáp nhập vào xã Hoạt Giang.

## Thị trấn Hà Trung trước tháng 6 năm 2025

### Địa lý
Thị trấn Hà Trung nằm ở phía nam huyện Hà Trung, trải dài theo sông Lèn, một phân lưu của sông Mã, chia xã Yến Sơn thành hai phần, có vị trí địa lý:
- Phía đông giáp xã Yến Sơn
- Phía tây giáp các xã Hà Đông, Hà Ngọc và Yến Sơn
- Phía nam giáp huyện Hậu Lộc
- Phía bắc giáp xã Hà Bình và xã Thái Lai.

Thị trấn Hà Trung có diện tích 5,11 km², dân số năm 2018 là 9.196 người, mật độ dân số đạt 1.800 người/km².

### Hành chính
Thị trấn Hà Trung được chia thành 10 tiểu khu: 1, 2, 3, 4, 5, 6, Phong Vận, Thượng Quý, Trang Các, Tương Lạc.

## Lịch sử
Sau Cách mạng tháng Tám năm 1945, địa bàn thị trấn Hà Trung hiện nay thuộc các xã Bình Hòa, Ngọc Âu và Yến Sơn của huyện Hà Trung. Năm 1954, xã Ngọc Âu chia thành 2 xã Hà Ngọc và Hà Đông; xã Yến Sơn chia thành 3 xã Hà Lâm, Hà Ninh và Hà Phong; xã Bình Hòa chia thành 3 xã: Hà Yên, Hà Bắc, Hà Bình.
Ngày 3 tháng 6 năm 1988, Hội đồng Bộ trưởng ban hành Quyết định số 99-HĐBT. Theo đó, thành lập thị trấn Hà Trung, thị trấn huyện lỵ huyện Hà Trung trên cơ sở tách 38,2 ha diện tích tự nhiên của xã Hà Bình; 52,9 ha diện tích tự nhiên và 625 người của xã Hà Ninh; 61,4 ha diện tích tự nhiên và 490 người của xã Hà Phong; 8,7 ha diện tích tự nhiên và 320 người của xã Hà Ngọc cùng 4.470 người là cán bộ, công nhân viên và người ăn theo.
Sau khi thành lập, thị trấn Hà Trung có 161,2 ha diện tích tự nhiên và 5.905 người. Xã Hà Phong còn lại 267,2 ha diện tích tự nhiên và 1.932 người, có 4 thôn: Thượng Thôn, Tương Lạc, Trang Các và Phong Vận.
Thị trấn còn có tên gọi không chính thức là thị trấn Đò Lèn hay thị trấn Lèn.
Đến năm 2018, thị trấn Hà Trung có diện tích 2,03 km², dân số là 6.565 người, mật độ dân số đạt 3.234 người/km². Xã Hà Phong có diện tích 3,08 km², dân số là 2.631 người, mật độ dân số đạt 854 người/km².
Ngày 16 tháng 10 năm 2019, Ủy ban Thường vụ Quốc hội ban hành Nghị quyết số 786/NQ-UBTVQH14 về việc sắp xếp các đơn vị hành chính cấp xã thuộc tỉnh Thanh Hóa (nghị quyết có hiệu lực từ ngày 1 tháng 12 năm 2019). Theo đó, sáp nhập toàn bộ diện tích và dân số của xã Hà Phong vào thị trấn Hà Trung.

## Giao thông
- Quốc lộ 1 và đường sắt Bắc – Nam chạy qua thị trấn.
- Sông Nhà Lê hay đoạn sông Lèn qua Hà Trung được xem là một trong những tuyến giao thông đường thủy đầu tiên trong lịch sử Việt Nam.